# 亞基姆奇齊
49°38′32″N 23°44′8″E / 49.64222°N 23.73556°E
亞基姆奇齊（烏克蘭語：Якимчиці），是烏克蘭的村落，隸屬利沃夫州利維夫區，始建於1625年，面積0.92平方公里，海拔高度269米，人口100，人口密度每平方公里195.02人。